# Kabinett K. Kallas III
Die dritte Regierung der Republik Estland unter Ministerpräsidentin Kaja Kallas („Kabinett K. Kallas III“) trat am 17. April 2023 mit ihrer Vereidigung vor dem Parlament (Riigikogu) ihr Amt an. Sie war nach amtlicher Zählung die 53. Regierung der Republik Estland seit Ausrufung der staatlichen Unabhängigkeit 1918. 
Kallas reichte im Juli 2024 ihren Rücktritt ein, um Außenbeauftragte der EU zu werden.

## Regierungsbildung
Gewinner der Parlamentswahl vom 5. März 2023 war die liberale Reformpartei der amtierenden Ministerpräsidentin Kaja Kallas. Im 101-köpfigen Parlament konnte sie 37 Mandate erringen. Auf Platz zwei kam die rechtspopulistische EKRE, die trotz Verlusten auf 17 Mandate kam. Größter Verlierer war die Zentrumspartei, die nur noch auf 16 Mandate kam. Mit 14 Mandaten zog erstmals die sozialliberale Partei Eesti 200 mit 14 Mandaten ins Parlament ein. Die bislang mit Kaja Kallas regierenden Sozialdemokraten und die konservative Isamaa kamen auf neun bzw. acht Mandate.
Nach weitgehend reibungslosen Koalitionsverhandlungen bildete die Reformpartei zusammen mit Eesti 200 und den Sozialdemokraten eine neue Koalitionsregierung. Sie trat am 17. April 2023 nach Vereidigung im Parlament ihr Amt an. Die Regierung verfügte bereits zu Beginn über eine stabile Mehrheit von 60 der 101 Sitze im estnischen Parlament. Durch den Übertritt einiger Abgeordneter der Zentrumspartei konnte diese im späteren Verlauf sogar auf 65 Stimmen ausgebaut werden.
Ziel des Koalitionsvertrags ist ein ausgeglichener Haushalt. Dieser soll auch durch steuerliche Mehreinnahmen erreicht werden. Umgekehrt sollen Familien und Kinder finanziell entlastet sowie die Sozialpolitik gestärkt werden. Daneben legt die Regierung einen Schwerpunkt auf Umwelt- und Klimaaspekte sowie die Energiesicherheit des Landes.

## Zusammensetzung
Im 13-köpfigen Kabinett unter Führung von Ministerpräsidentin Kaja Kallas stellten die Reformpartei sieben Kabinettsmitglieder und Eesti 200 sowie die Sozialdemokraten jeweils drei Kabinettsmitglieder. Der Koalitionsregierung gehörten zuletzt sieben Männer und sechs Frauen an (anfangs acht zu fünf).
Mit Sozialministerin Signe Riisalo (Reformpartei) und Wirtschaftsminister Tiit Riisalo (Eesti 200) saß erstmals in der Geschichte der Republik Estland ein Ehepaar gemeinsam am Kabinettstisch. Drei Mitglieder der zurückgetretenen Regierung tragen den Familiennamen Kallas, sind untereinander aber nicht verwandt.

## Kabinettsmitglieder
| Ressort                                                | Ressort                                | Bild                                               | Name                            | Partei | Partei |
| ------------------------------------------------------ | -------------------------------------- | -------------------------------------------------- | ------------------------------- | ------ | ------ |
| Ministerpräsidentin                                    | Ministerpräsidentin                    | Kaja Kallas                                        | Kaja Kallas                     |        | RE     |
| Finanzministerium                                      |                                        |                                                    |                                 |        |        |
|                                                        | Finanzen                               | Mart Võrklaev                                      | Mart Võrklaev                   |        | RE     |
| Justizministerium                                      |                                        |                                                    |                                 |        |        |
|                                                        | Justiz                                 | Kalle Laanet                                       | Kalle Laanet bis 1. April 2024  |        | RE     |
|                                                        | Justiz                                 | Madis Timpson seit 1. April 2024                   |                                 | RE     |        |
| Verteidigungsministerium                               |                                        |                                                    |                                 |        |        |
|                                                        | Verteidigung                           | Hanno Pevkur                                       | Hanno Pevkur                    |        | RE     |
| Kulturministerium                                      |                                        |                                                    |                                 |        |        |
|                                                        | Kultur                                 | Heidy Purga                                        | Heidy Purga                     |        | RE     |
| Klimaministerium                                       |                                        |                                                    |                                 |        |        |
|                                                        | Klima                                  | Kristen Michal                                     | Kristen Michal                  |        | RE     |
| Ministerium für soziale Angelegenheiten                |                                        |                                                    |                                 |        |        |
|                                                        | Soziale Sicherheit                     |                                                    | Signe Riisalo                   |        | RE     |
| Gesundheit                                             |                                        | Riina Sikkut                                       |                                 | SDE    |        |
| Außenministerium                                       |                                        |                                                    |                                 |        |        |
|                                                        | Auswärtiges                            | Margus Tsahkna                                     | Margus Tsahkna                  |        | E200   |
| Ministerium für Bildung und Wissenschaft               |                                        |                                                    |                                 |        |        |
|                                                        | Bildung und Wissenschaft               | Kristina Kallas                                    | Kristina Kallas                 |        | E200   |
| Ministerium für Wirtschaft und Informationstechnologie |                                        |                                                    |                                 |        |        |
|                                                        | Wirtschaft und Informationstechnologie | Tiit Riisalo                                       | Tiit Riisalo                    |        | E200   |
| Innenministerium                                       |                                        |                                                    |                                 |        |        |
|                                                        | Inneres                                | Lauri Läänemets                                    | Lauri Läänemets                 |        | SDE    |
| Ministerium für regionale Angelegenheiten              |                                        |                                                    |                                 |        |        |
|                                                        | Regionale Angelegenheiten              | Madis Kallas                                       | Madis Kallas bis 16. April 2024 |        | SDE    |
| Lauri Läänemets                                        | Regionale Angelegenheiten              | Lauri Läänemets komm. 16. April bis 29. April 2024 |                                 | SDE    |        |
| Piret Hartman                                          | Regionale Angelegenheiten              | Piret Hartman seit 29. April 2024                  |                                 | SDE    |        |

## Rücktritt
Im Juli 2024 trat Kallas zurück, da sie zur Hohen Vertreterin der Europäischen Union für Außen- und Sicherheitspolitik berufen wurde. Ihrer Regierung folgte am 23. Juli 2024 das Kabinett Michal.